# Badminton-Bundesliga 1971/72
Die Badminton-Bundesligasaison 1971/72 bestand aus 14 Spieltagen im Modus „Jeder gegen jeden“ mit Hin- und Rückspiel. Meister wurde der 1. BV Mülheim. Es war die erste Saison im Bundesligaformat. Zuvor wurde der Meister in einer Endrunde nach vorherigen regionalen Qualifikationen ermittelt.

## Endstand
| Platz | Verein | Spiele | Punkte | Spielpunkte |
| ----- | --- | ------ | ------ | ----------- |
| 1.    | 1. BV Mülheim (Gerhard Kucki, Horst Lösche, Karl-Heinz Garbers, Kurt Link, Werner Oberem, Walter Köhler, Karin Kucki, Karin aus dem Siepen, Antonie Schwabe, Karin Schäfers, Gabriele Lösche) | 14     | 24:04  |             |
| 2.    | 1. BC Beuel (Roland Maywald, Alfred Kreutzberg, Karl-Heinz Zwiebler, Reiner Wodey, Reinhard Wolber, Marieluise Wackerow, Eva-Maria Kranz, Helga Maywald)                                      | 14     | 22:06  |             |
| 3.    | PSV Grün-Weiß Wiesbaden (Torsten Winter, Jürgen Stock, Hugo Wilmes, Horst Kuhlemann, Herma Aliari, Rosel Drolsbach)                                                                           | 14     | 20:08  |             |
| 4.    | MTV München von 1879 | 14     | 15:13  |             |
| 5.    | SV Helios Berlin | 14     | 14:14  |             |
| 6.    | TuS Wiebelskirchen | 14     | 10:18  |             |
| 7.    | TuS Wunstorf (Dorrit Thiel, Edith Kretschmann, Margarita Woitas, Hans-Jürgen Heinzel, Hans-Werner Eberhardt, Dietmar Thiel, Dietmar Bloch von Blottnitz, Gerd Kretschmann)                    | 14     | 06:22  |             |
| 8.    | PSV Rosenheim | 14     | 01:27  |             |